# 올림픽 르완다 선수단
르완다는 하계 올림픽에 10회 참가했다. 그들은 동계올림픽에 출전한 적이 없다.
르완다는 올림픽 메달을 획득한 적이 없지만 장 드 디외 은쿤다베라(Jean de Dieu Nkundabera)는 2004년 아테네 하계 패럴림픽 육상 부문에서 르완다의 패럴림픽 동메달을 획득했다.

## 대회별 메달 집계

### 하계 올림픽 메달 집계
| 경기                  | 선수          | 금 | 은 | 동 | 합계 | 순위 |
| 1984년 로스앤젤레스   | 3             | 0  | 0  | 0  | 0    | –    |
| 1988년 서울           | 6             | 0  | 0  | 0  | 0    | –    |
| 1992년 바르셀로나     | 10            | 0  | 0  | 0  | 0    | –    |
| 1996년 애틀랜타       | 4             | 0  | 0  | 0  | 0    | –    |
| 2000년 시드니         | 5             | 0  | 0  | 0  | 0    | –    |
| 2004년 아테네         | 5             | 0  | 0  | 0  | 0    | –    |
| 2008년 베이징         | 4             | 0  | 0  | 0  | 0    | –    |
| 2012년 런던           | 7             | 0  | 0  | 0  | 0    | –    |
| 2016년 리우데자네이루 | 7             | 0  | 0  | 0  | 0    | –    |
| 2020년 도쿄           | 6             | 0  | 0  | 0  | 0    | –    |
| 2024년 파리           | 미래의 이벤트 |    |    |    |      |      |
| 2028년 로스앤젤레스   | 미래의 이벤트 |    |    |    |      |      |
| 2032년 브리즈번       | 미래의 이벤트 |    |    |    |      |      |
| 합계                  | 합계          | 0  | 0  | 0  | 0    | –    |